# 別府市消防本部
別府市消防本部（べっぷししょうぼうほんぶ）は、大分県別府市の消防部局（消防本部）。管轄区域は別府市全域。

## 概要
- 消防本部：別府市上野口町19-27
- 管内面積：125.15km2
- 職員定数：151人
- 消防署1カ所、出張所3カ所
- 主力機械（2007年4月1日現在）
  - 普通消防ポンプ自動車：6
  - 水槽付消防ポンプ自動車：4
  - はしご付消防自動車：2
  - 化学消防自動車：1
  - 救急自動車：5
  - 救助工作車：1
  - 指揮車：1
  - 指令車：1
  - 査察車：5
  - 資機材搬送車：1
  - その他：3

## 沿革
- 1937年12月18日　別府市消防組に常備消防部を設置する。
- 1939年4月1日　別府市消防組を別府市警防団に改称する。
- 1947年5月1日　別府市警防団を別府市消防団に改称する。
- 1948年1月1日　常備消防部北浜派出所を開設する。
- 1948年9月2日　別府市消防本部・別府市消防署を設置し、常備消防部を廃止する。
- 1949年12月1日　亀川派出所を開設する。
- 1958年8月30日　消防本部・消防署庁舎を新築し移転する。
- 1961年2月9日　山の手派出所を開設する。
- 1961年12月1日　北浜派出所を廃止する。
- 1962年1月24日　鉄輪派出所を開設する。
- 1964年4月1日　消防署で救急業務を開始する。
- 1967年3月23日　18メートル級はしご付消防自動車を消防署に配備する。
- 1970年12月25日　30メートル級はしご付消防自動車を消防署に配備する。
- 1972年3月31日　実相寺派出所を開設する。
- 1974年4月1日　扇山派出所を開設する。
- 1974年10月1日　亀川派出所で救急業務を開始する。
- 1975年4月1日　消防本部に課制を導入する。
- 1979年8月1日　消防本部・消防署庁舎を現在地に新築し移転する。山の手派出所を廃止する。派出所を出張所に改称する。
- 1989年7月20日　扇山出張所において救急業務を開始する。
- 1993年12月14日　化学消防自動車を消防署に配備する。
- 1993年12月19日　朝日出張所を開設し、鉄輪出張所・扇山出張所を廃止する。
- 1997年3月21日　高規格救急自動車を消防署に配備する。
- 1999年3月23日　救助工作車を消防署に配備する。
- 2001年4月2日　高規格救急自動車を朝日出張所に配備する。
- 2004年3月25日　高規格救急自動車を浜町出張所に配備する。
- 2005年3月25日　高規格救急自動車を亀川出張所に配備する。
- 2005年5月12日　消防本部公式Webサイトを開設する。
- 2024年7月16日の間 - 通信指令業務を大分市消防局内「おおいた消防指令センター」に移管[1]。

## 組織
- 本部 - 庶務課、予防課
- 消防署

## 消防署
| 消防署       | 住所          | 出張所                                                      |
| ------------ | ------------- | ----------------------------------------------------------- |
| 別府市消防署 | 上野口町19-27 | 浜町：浜町8-6 亀川：亀川東町26-8 朝日：大字鶴見字宮園969-11 |